# パース・アンド・キンロス

パース・アンド・キンロス

パース・アンド・キンロス（英語: Perth and Kinross, スコットランド・ゲール語: Peairt agus Ceann Rois）は、スコットランドの32ある行政区画の一つ。アバディーンシャー、アンガス、ダンディー市、ファイフ、クラックマンナンシャー、スターリング、アーガイル・アンド・ビュート、ハイランドと接する。総面積は5,286平方キロメートル。人口151,120人（2022年推計）。中心地はパース。
パースシャーとキンロスシャーは、1929年から1975年まで合同の州議会を持っていた。1975年に2つは合併して1つの州となった。